# Confine tra Inghilterra e Scozia
Il confine tra Inghilterra e Scozia, conosciuto anche come confine anglo-scozzese (in inglese: Anglo-Scottish border, o semplicemente The Border; in scots: Inglis-Scots border), è il confine che divide le due nazioni costitutive più estese del Regno Unito.

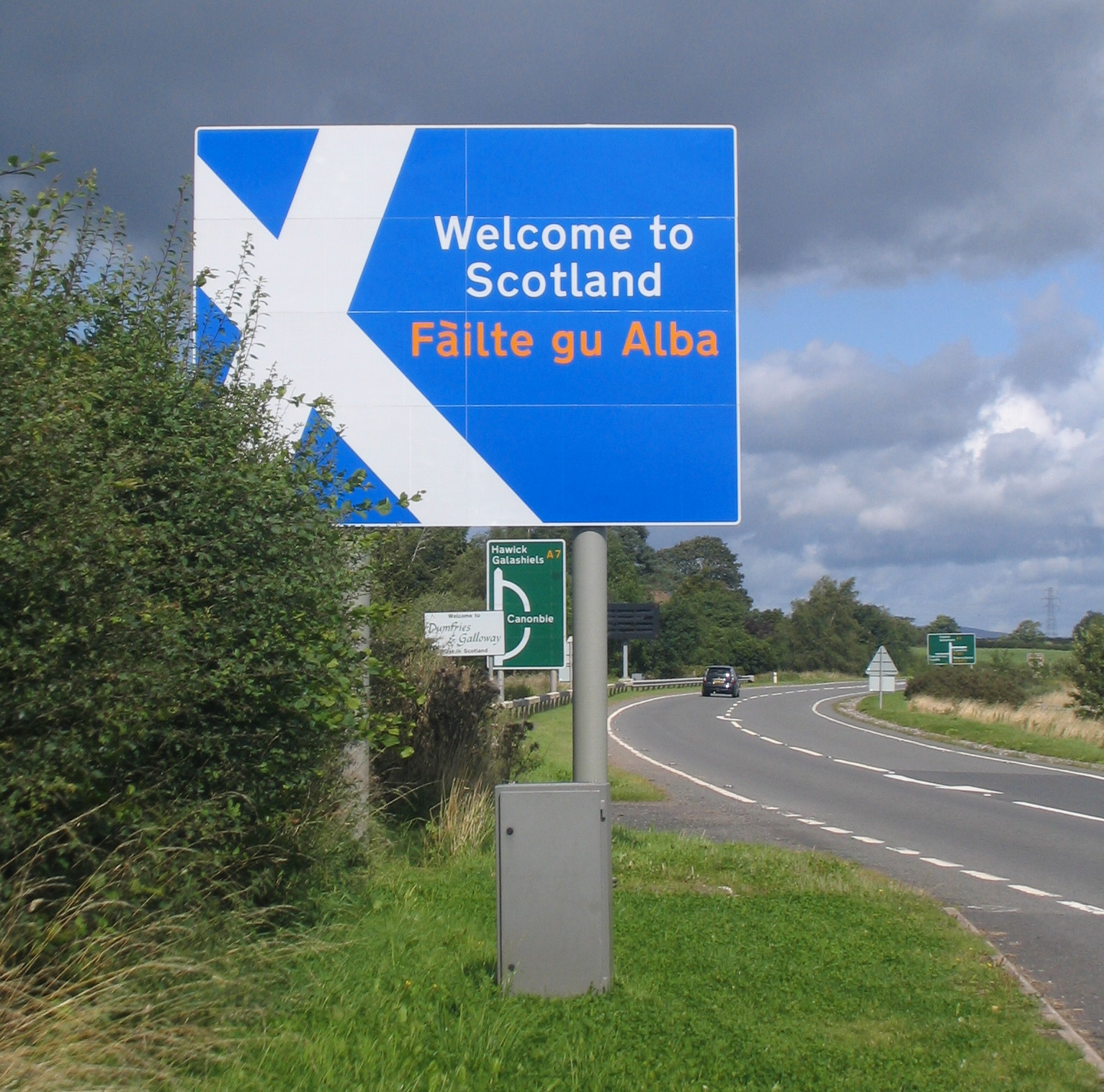
Insegna di benvenuto al confine sulla strada statale A7.

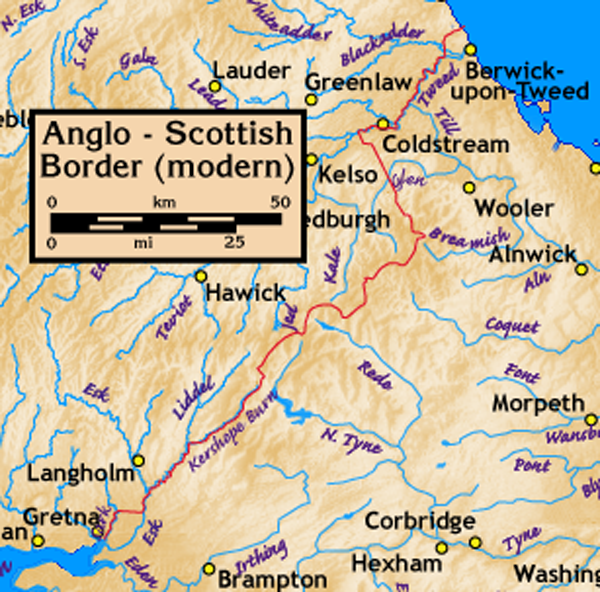
Confine nello specifico.

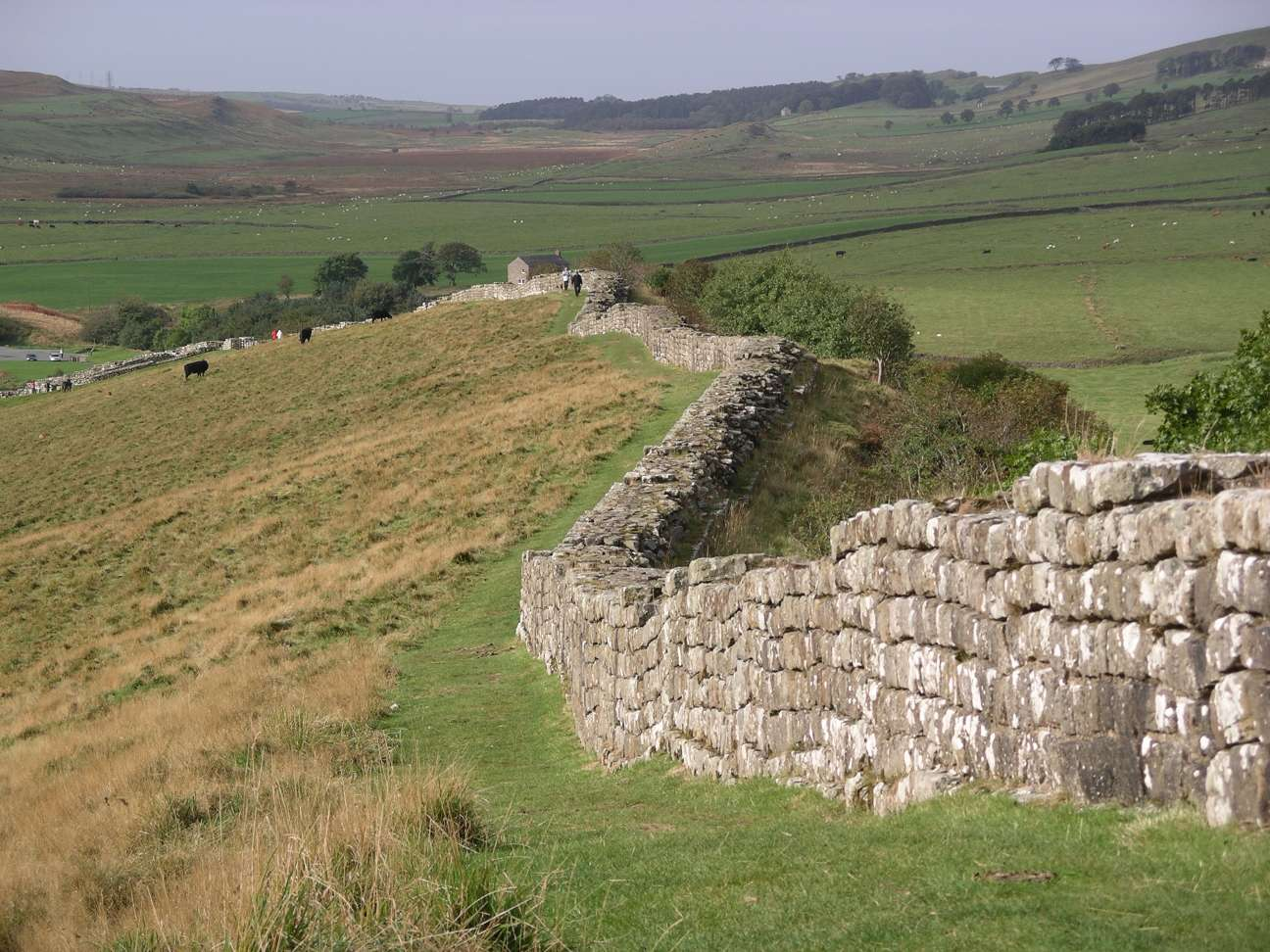
Il Vallo di Adriano.

## Storia
Una prima definizione del confine risale al 1237, quando le due entità erano ancora due regni separati ed indipendenti tra loro. Leggere modifiche vennero poi effettuate nel 1482 e nel 1552, fino a quando, con l'unione dei due regni sancita con gli Acts of Union del 1707, il confine perse definitivamente la sua valenza primaria e principale.
Ad ora, il confine conserva il suo significato storico di delimitazione tra le due nazioni all'interno del Regno Unito, venendo tuttavia delimitato sulle strade che lo attraversano ed ampiamente segnalato ai turisti con cartelli e insegne.

## Geografia
Il confine taglia da est a ovest l'isola di Gran Bretagna, partendo da Berwick-upon-Tweed e, attraversando i monti Cheviot, giunge dalla parte opposta nei pressi dell'estuario del Solway, a pochi chilometri da Carlisle e dal Vallo di Adriano.
La linea lungo il suo percorso incontra le seguenti contee:
 Inghilterra:
- Northumberland
- Cumbria

 Scozia:
- Berwickshire
- Roxburghshire
- Dumfriesshire
- Kirkcudbrightshire
- Wigtownshire

## Vie di comunicazione
Le seguenti sono le principali strade che connettono Inghilterra e Scozia attraversando il confine.
| Strada | Inizio     | Fine      |
| ------ | ---------- | --------- |
| 006    | Catthorpe  | Gretna    |
| A001   | Londra     | Edimburgo |
| A007   | Edimburgo  | Carlisle  |
| A068   | Darlington | Edimburgo |
| A697   | Morpeth    | Oxton     |